# Jurgita Jurkutė
Jurgita Jurkutė (Plungė, 23 aprile 1985) è una modella e attrice lituana nota per esser stata l'interprete del personaggio di Ginevra Della Rocca nella miniserie  I cerchi nell'acqua. È inoltre stata la vincitrice nel 2007 del concorso di Miss Lituania.